# 李昌符 (凤翔节度使)
李昌符（?—887年7月24日），晚唐军阀，中和四年（884年）—光启三年（887年）统治凤翔。光启三年，他的军队和护卫唐僖宗的朝廷军队冲突，被武定节度使李茂贞击败，随后被部下薛知籌处决。

## 背景、接管凤翔
李昌符的背景记载很少，《旧唐书》《新唐书》都没有他的传。史书首次提及他是中和四年（884年）十二月，他的哥哥时任凤翔节度使李昌言病重，上表以他为知留后。李昌言死后，唐僖宗下诏任李昌符为全权节度使。
光启元年（885年）三月时，李昌符已自擅兵赋，朝廷不能制。他畏惧部下杨晟之勇，想杀之，杨晟在李昌符妾周氏指使下逃走，做了神策军都校。

## 与朱玫的联合和对抗
七月，宦官田令孜和護國節度使王重荣对护国镇盐池的控制权之争演化为权力争斗，李昌符卷入其中。田令孜想让僖宗下诏调王重荣去泰寧，泰宁军节度使齊克讓调任義武節度使，義武節度使王处存调任护国，以孤立王重荣的盟友河东节度使李克用。王重荣拒绝了，并在十月准备联合李克用对抗田令孜，田令孜也早已先联合李昌符和靜難節度使朱玫。朱玫和李昌符秘密依附李克用的大敌宣武军节度使朱全忠，李克用正要发兵灭朱全忠，王重荣指出李克用一旦出兵就会被朱玫、李昌符所乘，建议先灭此二镇。李克用因而上言朱玫、李昌符与朱全忠勾结欲共灭自己，自己不得不自救，已集合蕃、汉兵十五万，决定次年渡河北讨此二镇，保证不接近和惊扰京城，诛灭二镇后再回师灭朱全忠以雪仇耻。田令孜遣朱玫、李昌符率本镇军及神策军鄜、延、灵、夏等州军队各三万人屯沙苑，讨王重荣。十一月，李克用兵到，与王重荣都屯兵沙苑，上表请诛田令孜、朱玫、李昌符。十二月，双方在沙苑交兵，王重荣和李克用获胜，朱玫、李昌符大败，各归本镇。李克用进逼长安，田令孜挟持僖宗逃往宝鸡。
二年（886年）正月，朱玫和李昌符为自己和田令孜同盟感到羞耻，又畏惧李克用、王重荣强大，转而与他们联合。御史大夫孔纬奉命来召百官随驾，百官不肯，于是孔纬自己去见李昌符，请求借五十骑护送自己去陈仓，李昌符认为他是义士，赠以装钱五十缗，遣骑兵护送他到散关。孔纬知朱玫必蓄异志，到宝鸡奏请速度驾幸山南西道军部兴元。次日，车驾离陈仓，才入关，静难、凤翔兵就围宝鸡，攻散关，若非孔纬之言，僖宗几乎不免。朱玫、李昌符派遣一万骑兵追逼僖宗车驾，在潘氏打败守大散关的时任感义军节度使杨晟，战鼓之声闻于行宫，僖宗一方因而斗志动摇。僖宗逃到当涂驿，李昌符焚毁阁道一丈有余，阁道将断，清道斩斫使神策军使王建扶掖僖宗从烟焰中跃过。二月，王重荣、朱玫、李昌符又上表请诛田令孜，朱玫、李昌符并指使山南西道节度使石君涉守卫险要，烧邮驿，僖宗只能从其他道路去兴元。三月，朱玫、李昌符想重立一个不受田令孜影响的新皇帝。当时，朱玫已控制了襄王李熅。得到李昌符同意后，四月，朱玫与李昌符于凤翔驿舍迫宰相萧遘等请李煴权监军国事，带李熅回长安，宣布李熅监国，又宣布他为皇帝。他们还派军想俘虏在兴元的僖宗，但被击退。当朱玫自任宰相并意图控制李熅政权时，李昌符生气了，五月，不受李熅官职，上表僖宗表忠，并秘密结连枢密使杨复恭。僖宗诏加他检校司徒荣衔。朱玫一方开始人心离散。

## 败亡
十二月，朱玫被部将王行瑜所杀，李熅逃奔王重荣处，也被杀死。三年（887年）三月，僖宗准备重返长安，先到凤翔。李昌符害怕僖宗一旦重返长安，会发现他曾和朱玫联合以及试图俘虏僖宗的文件，这样至少会让他失宠，便借口长安宫室尚未修复，坚请僖宗暂留。僖宗同意了。
但留下皇帝对李昌符而言却是更大的灾难。六月，李昌符和杨复恭养子左神策军天威都头杨守立争道，士兵互殴，僖宗派中使来劝解也无济于事。次日夜，李昌符拥兵火烧僖宗在凤翔的行宫，第二天又攻大安门。特进、中书侍郎兼兵部尚书、集贤殿大学士杜让能闻变，独自步行入内侍卫。司空韦昭度将家族交给禁军为人质，誓言共同讨贼，士兵感动。杨守立在大街上攻打李昌符，李昌符很快被楊守立击败，率全家及麾下逃往隴州。僖宗命扈驾都将、武定节度使李茂贞为陇州招讨使，与陈珮等讨伐之。七月，陇州刺史薛知籌以城投降李茂贞，杀李昌符、昌仁等，灭李昌符族。李茂贞就此接管凤翔，八月奏闻薛知筹投降及灭李昌符族事，并因功拜凤翔陇右节度使。僖宗下诏招葺凤翔府所管吏军百姓等，务令恢复秩序，即使结连李昌符者，若非罪大恶极，及父兄在陇州城内被李昌符胁从者，一概不问罪，不得辄令损伤陇州城内军吏百姓。
李昌符死后，杨晟得其妾周氏，事之如母，周氏请为其妻，杨晟固辞，早晚问候完了才处理事务。